# Гонвиль-ан-Ож
Гонви́ль-ан-Ож (фр. Gonneville-en-Auge) — коммуна во Франции, находится в регионе Нижняя Нормандия. Департамент коммуны — Кальвадос. Входит в состав кантона Кабур. Округ коммуны — Кан.
Код INSEE коммуны — 14306.

## Население
Население коммуны на 2010 год составляло 430 человек.
| 1962 | 1968 | 1975 | 1982 | 1990 | 1999 | 2010 |
| ---- | ---- | ---- | ---- | ---- | ---- | ---- |
| 265  | 239  | 229  | 254  | 310  | 350  | 430  |

## Экономика
В 2010 году среди 291 человека трудоспособного возраста (15—64 лет) 206 были экономически активными, 85 — неактивными (показатель активности — 70,8 %, в 1999 году было 68,9 %). Из 206 активных жителей работали 189 человек (100 мужчин и 89 женщин), безработных было 17 (10 мужчин и 7 женщин). Среди 85 неактивных 21 человек были учениками или студентами, 47 — пенсионерами, 17 были неактивными по другим причинам.